# Compañia General de Electricidad
La Compañia General de Electricidad est une entreprise chilienne fondée en 1905, et faisant partie de l'IPSA, le principal indice boursier de la bourse de Santiago du Chili. L'entreprise opère principalement dans les secteurs de l'électricité et de l'exploitation de gaz naturel.